# Gottfried Kohlreif

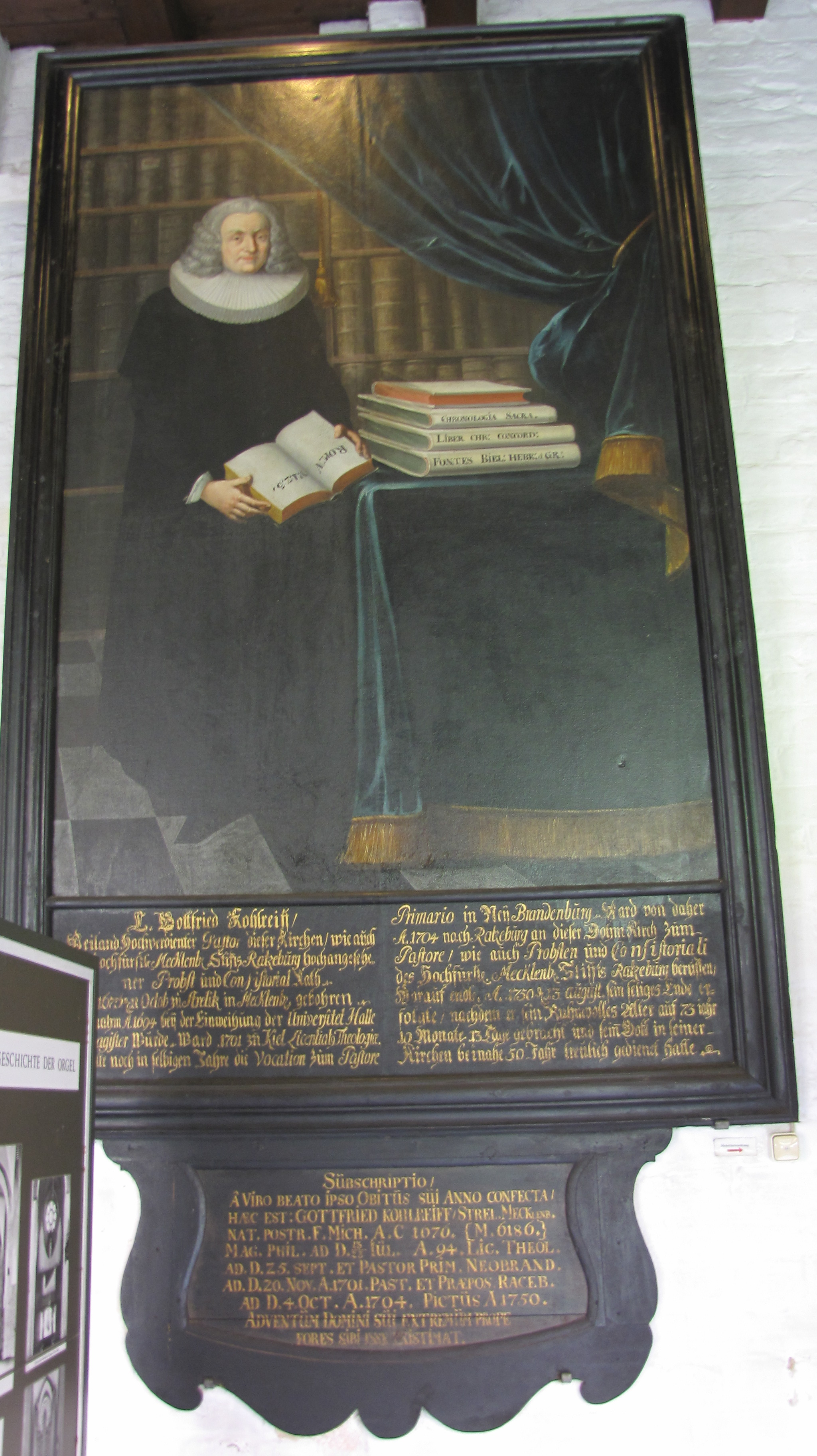
Porträt Kohlreifs im Ratzeburger Dom

Gottfried Kohlreif, auch Kohlreiff (* 1. Oktober 1676 in Strelitz; † 13. August 1750 in Ratzeburg) war ein deutscher evangelisch-lutherischer Theologe und Dompropst am Ratzeburger Dom. Eine von ihm veröffentlichte Zeittafel führte zum Kohlreiffschen Streit um die Berechnung des Weltendes.

## Leben
Kohlreifs Familie war erst in der Generation seines Vaters aus Brandenburg nach Mecklenburg eingewandert. Sein Vater hatte dabei in eine einheimische Familie eingeheiratet, die seit dem Mittelalter zum gehobenen Bürgertum von Neubrandenburg zählte. In Kohlreifs mütterlichen Vorfahrenliste, die bis ins frühe 14. Jahrhundert reicht, finden sich etliche Bürgermeister jener Stadt. Sein Großvater Bernhard Kohlreif, war Rektor des Berliner Gymnasiums zum Grauen Kloster.
Kohlreif selbst wurde als Sohn des Strelitzer Pastors und (späteren) Hofpredigers und Superintendenten Matthias Erasmus Kohlreif (1641–1705) und dessen Ehefrau Regina, geb. Wiese (1651–1729) geboren. Er studierte zunächst ab 1691 an der Universität Rostock und unmittelbar nach deren Eröffnung an der Universität Halle, wo er 1694 den Magistergrad erhielt. 1698 war er vorübergehend Bibliothekar der Herzogin Marie. 1699 hatte er vor, an die Universität Kiel zu gehen, musste aber wegen der kriegerischen Auseinandersetzungen in Zusammenhang mit den Großen Nordischen Krieg in Hamburg Station machen, wo er bei seinem Verwandten Ulrich Wiese, dem Pastor der Heiliggeistkirche, lebte, Erzieher der Söhne des mecklenburgischen Diplomaten Edzard Adolf von Petkum wurde und bei den Hauptpastoren Johann Winckler und Johann Friedrich Mayer Kollegia besuchte, so dass er am 29. Januar 1700 unter die Kandidaten des Hamburger Geistlichen Ministeriums aufgenommen wurde. Nach dem Abschluss des Friedens von Traventhal im Sommer 1700 konnte er seine Reise nach Kiel fortsetzen reisen, wo er Vorlesungen hielt und 1701 den Grad eines Lizentiaten erwarb. Im selben Jahr wurde er nach Errichtung des Herzogtums Mecklenburg-Strelitz durch den Hamburger Vergleich (1701) Pastor Primarius in Neubrandenburg. 1704 wechselte er als Domprediger und Propst an den zu Mecklenburg-Strelitz gehörenden Ratzeburger Dom und erhielt später den Titel eines Konsistorialrats.
Ein lebensgroßes Porträt, das ihn in Amtstracht umgeben von theologischen Werken mit der aufgeschlagenen Bibel in der Hand zeigt, mit einem Epitaph in lateinischer und deutscher Sprache darunter erinnert im Ratzeburger Doms an ihn. Es hängt heute in der Kunstkammer im Kreuzgang.
Kohlreif war dreimal verheiratet, zunächst mit Anna Katharina Möllenhoff († 1702), dann ab 1706 mit Magdalena Lohmann, verwitwete Ebion († 1735) und schließlich ab 1736 mit Eleonora Katharina Wiechmann. Er hatte 14 Kinder, von denen sechs jung starben. Ein Sohn aus zweiter Ehe, Christoph Gotthilf Kohlreif (* 11. April 1715; † 15. Februar 1775) war Lehrer am Katharineum zu Lübeck und wurde 1765 Hauptpastor an St. Marien ebd. Unter seinen Schwiegersöhnen finden sich mehrere mecklenburgische Pastoren. Eine Enkelin heiratete Carl Gottlob Heinrich Arndt, der ebenfalls Dompropst in Ratzeburg wurde.
Seine umfangreiche Bibliothek wurde teilweise im August 1751 in einer öffentlichen Auktion versteigert, deren gedruckter Katalog erhalten ist. Sein Stammbuch (Freundschaftsalbum) mit Einträgen aus den Jahren 1693 bis 1702 ist in der Stadtbibliothek Lübeck erhalten.

## Werk
Kohlreifs umfangreiches theologisches schriftstellerisches Werke hatte drei Schwerpunkte:
1. zum einen waren es Werke im Bereich der alttestamentlichen Wissenschaft und der Hebraistik;
2. daraus entwickelte sich ein zweiter Schwerpunkt: Kohlreifs Beschäftigung mit der Chronologie. Dazu erschienen Arbeiten von ihm 1724 und 1728 in Hamburg, 1732 in Lübeck und Leipzig, 1744 in Ratzeburg. Seine Berechnungen führten zu einer Auseinandersetzung mit Johann Albrecht Bengel und zum Kohlreiff-Streit über das Alter der Welt und den Zeitpunkt des Jüngsten Tages.
3. ein dritter Schwerpunkt waren Werke für den pastoralen Gebrauch. Dazu gehört vor allem sein 1715 erstmals erschienenes und vielfach wieder aufgelegtes Ratzeburgisches Gesangbuch, mit Anmerkungen und der Liederkrone, womit die Kirche im Fürstentum Ratzeburg erstmals ein eigenes einheitliches Gesangbuch erhielt, aber auch eine Neuauflage der Katechismus-Fragen des Ratzeburger Superintendenten Hector Mithobius und eine Abhandlung über das Abendmahlsbrot (gegen Leonhard Christoph Sturm);

## Werke
- Nöthiger Bericht von den in der Evangelischen Kirche üblichen Altar-Brodt oder so genannten Oblaten. O.O. 1712
- Ratzeburgisches Gesangbuch, mit Anmerkungen und der Liederkrone. Ratzeburg 1715
- Chronologia sacra || a mundo condito || usque ad ipsius interitum. || Ex interioribus fontium recessibus || ervta, || et maiori ex parte apodictica; || nvllo hiatv ex scriptis hvmanis || redintegrando laborans: || praecipvorvm tamen antiqvitatis || monumentorvm consensv stipita: || integritatis atqve eminentiae divinae, || qva scriptvra sacra vbiqve sibi || constat ac svfficit, || testis et vindex; || plvrimorvmque locorvm bibliocorvm, || pro difficillimis adhvc habitorvm, || interpres. Hamburg: Theod. Christoph Felginer, 1724. (Digitalisat)
- Christliche Catechismus-Fragen, Zu desto festerer Grundlegung In der Reinen Lehre und wahren Gottseligkeit, Um der Offte sehr mangelhaften Abschrifften willen dem Drucke überlassen. Ratzeburg: Hartz 1731
- Chronologia Liphrat Katon[7]: Adhuc immota et denuo illustrata, oppositas sibi videlicet machinas evertens, integritati Scripturae S. Ulteriora praesidia parans, et sic magno iterum numero observationum utilissimarum locum faciens : Accedit praeter emendanda via nova ad indagandas eclipses, praesertim im priscis sinarum libris notatas ... Lubecae & Lipsiae, sumtu Jonae Schmidt. Typis Racebvrgensibvs Andr, Hartzii. A.G. MDCCXXXII. Mvndi 6241. 1732

Editio secunda. Bremae : Vidua H. Jaegeri, typis H.C. Jani 1735. (weitere Auflagen: Bremen: G.W. Rump 1742 und 1764)
- Die Zornkelter der letzten Zeiten, Oder Eine deutliche Erklärung des XXXIV. XXXV. und LXIII. Cap. Jesajä : mit einer neuen, der Heil. Schrifft zu Ehren abgefaßten Anhangs-Schrifft, worinnen aber Die Herbrechtingische[8] Chiliasterey ... bloß gestellet wird.  Lübeck 1750

## Auktionskatalog
- Bibliotheca Kohlreiffiana Tripartita, Praeter Scriptores Hebr. Rabbin. Syr. Arab. Graecos &c. &c. Biblioth. P. P. Tomos Conciliorum, Constitut. Ecclesiast. Collectionem. ... Continens Libros Theol. Jurid. Medic. ... Quos Gottfr. Kohlreiff, ... Ad Aedes Cathedrales Raceb. Pastor ... Sibi Comparavit. ... Raceburgi ... A. 1751. d. 16. Augusti & sqq. Solenni Auctionis Lege Distrahenda. Raceburgi : Schmid, 1751